# 林開泰診療所舊宅
林開泰診療所舊宅位於臺灣嘉義縣新港鄉大興村大興路19號，為林開泰之父林維朝（1868~1934）於1932年（昭和七年）所建。據說因為林開泰重視教育，子女大多學有所成，地方人士遂稱呼此宅第為「博士窩」。
2016年3月11日公告為嘉義縣縣定古蹟，同年底林家將舊宅捐贈給嘉義縣政府；2022年舊宅修復完成，以大廳林維朝所題的「培桂堂」為名委外經營。

## 歷史

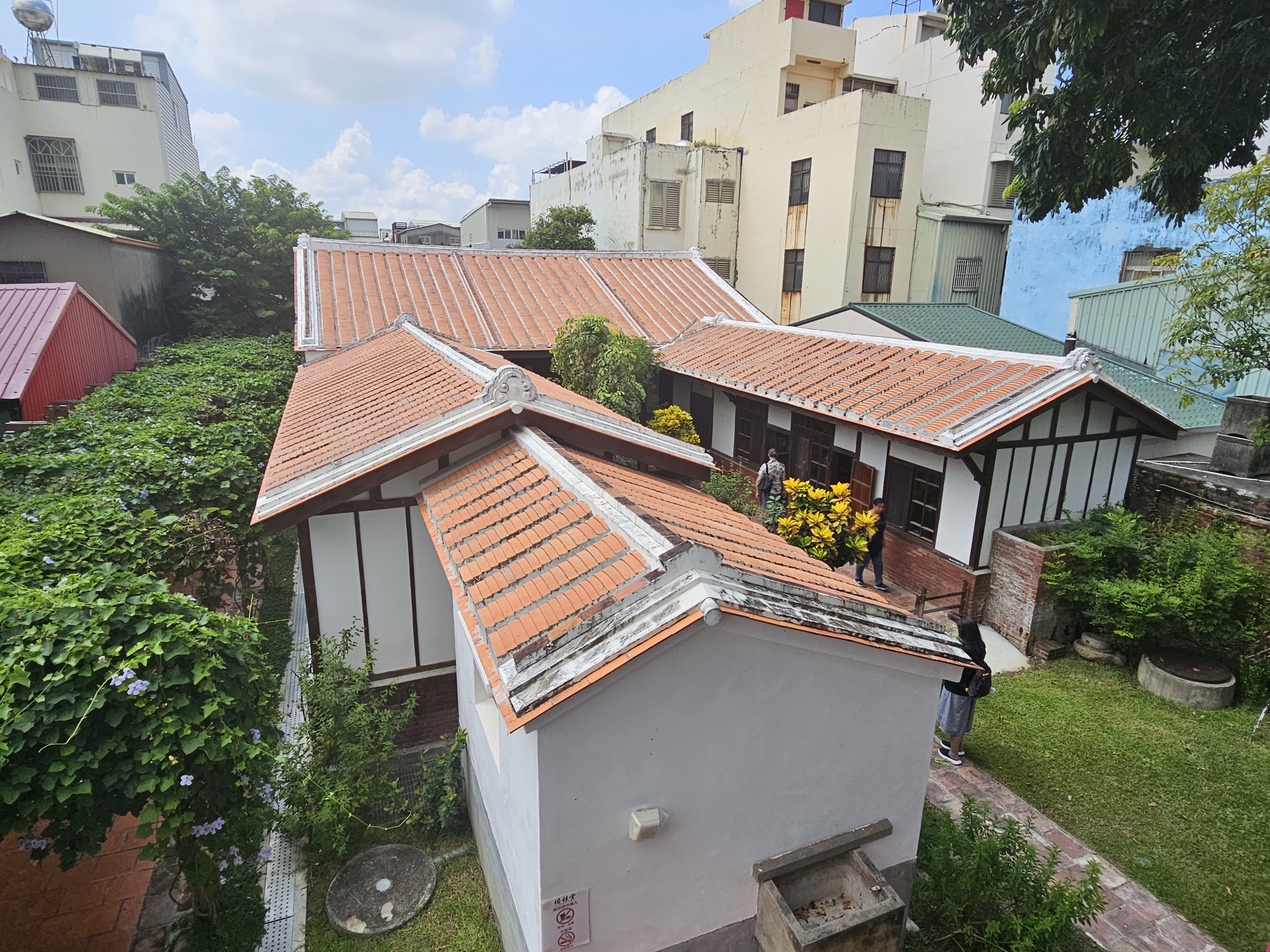
培桂堂

林開泰（1895~1942）出生於新港，為前清秀才林維朝次子、雲門舞集創辦人林懷民之祖父，精通醫學及詩文，常為弱勢民眾義診，被譽為「詩人良醫」。1916年（大正5年）林開泰從台灣總督府醫學院畢業，同年8月25日返回故鄉，於今新港分駐所對面開設「開泰診療所」。1932年（昭和七年）林開泰之父林維朝於新巷471番興建住宅和診療所。林開泰於1933年（昭和八年）2月搬入。
林開泰為嘉義新港頗具聲望的地方領導人物，因其四十一位子孫中有十五位博士，所以林開泰診療所舊宅又被當地人稱為「博士巢」。
1993年（民國八十二年）診療所因大興路都市計畫拓寬道路關係，建築量體一半遭到拆除。僅存穿斗式構架與斗子砌外牆，並於西側擴建廚房和倉庫，而內部暫作雜貨店使用，為現今樣貌。
1999年歷經921與1022兩次大地震之後，建築物本體受損，林氏家族因此有意進行翻修。林開泰四子林松茂曾表示：「因為有這一間古厝，林家子孫回到故鄉才有家的感覺，才覺得自己是個新港人；失去了它，感覺自己不再是新港人了」。
2016年3月11日，嘉義縣政府將林開泰診療所舊宅指定為縣定古蹟。同年年底由林開泰子孫決議捐贈給嘉義縣政府觀光局。接下來的三年間，文化部文化資產局與嘉義縣政府辦理修復再利用計畫、規畫設計及修復工程案，總計補助3800萬元。
2020年經嘉義縣政府文化觀光局調查發現，診療所內房屋結構受損，白蟻侵蝕且屋頂漏水影響木質建材，故開始執行修復計畫。2022年10月左右，診療所修復完成。

## 建築特色

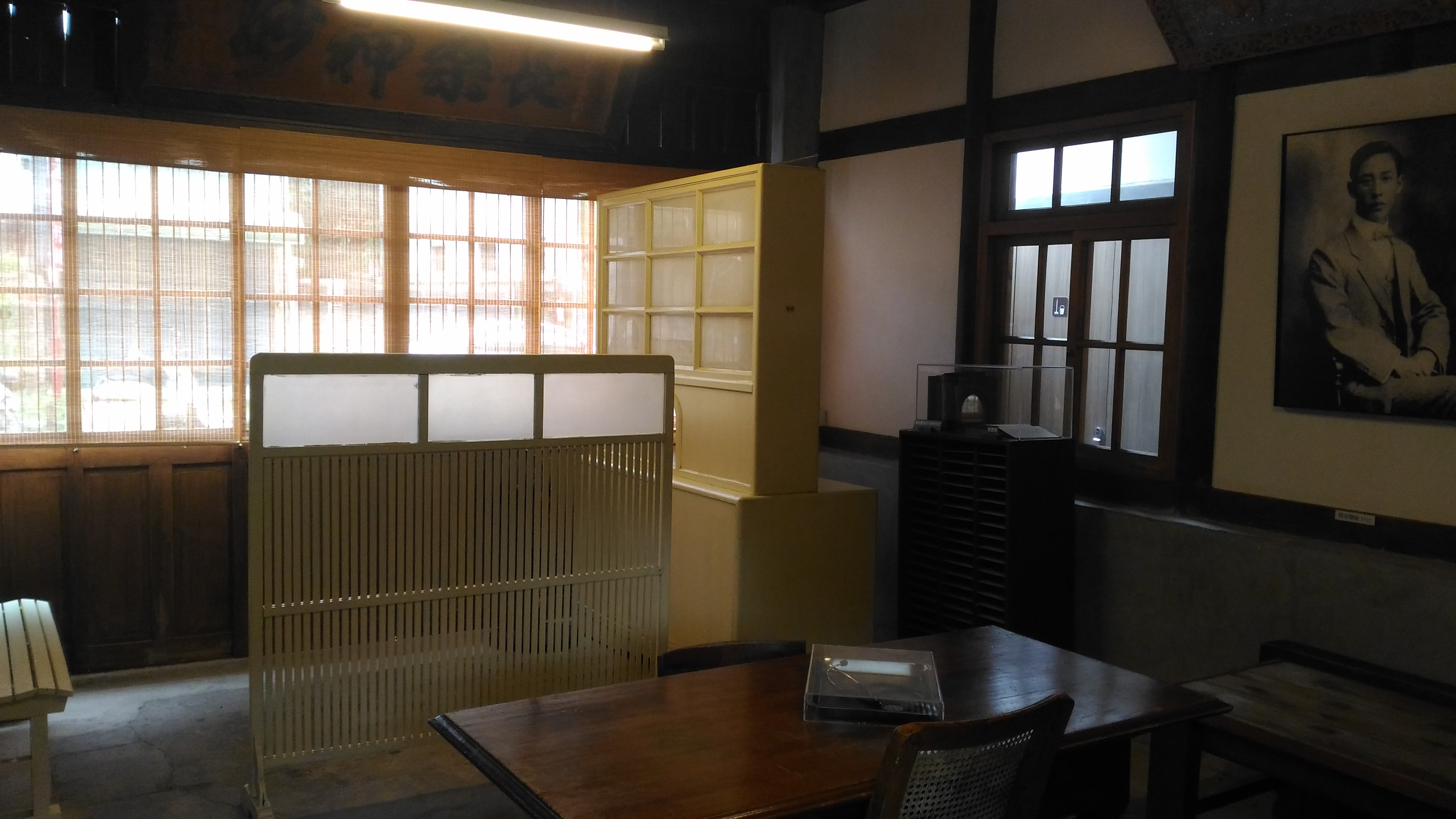
診療所內部

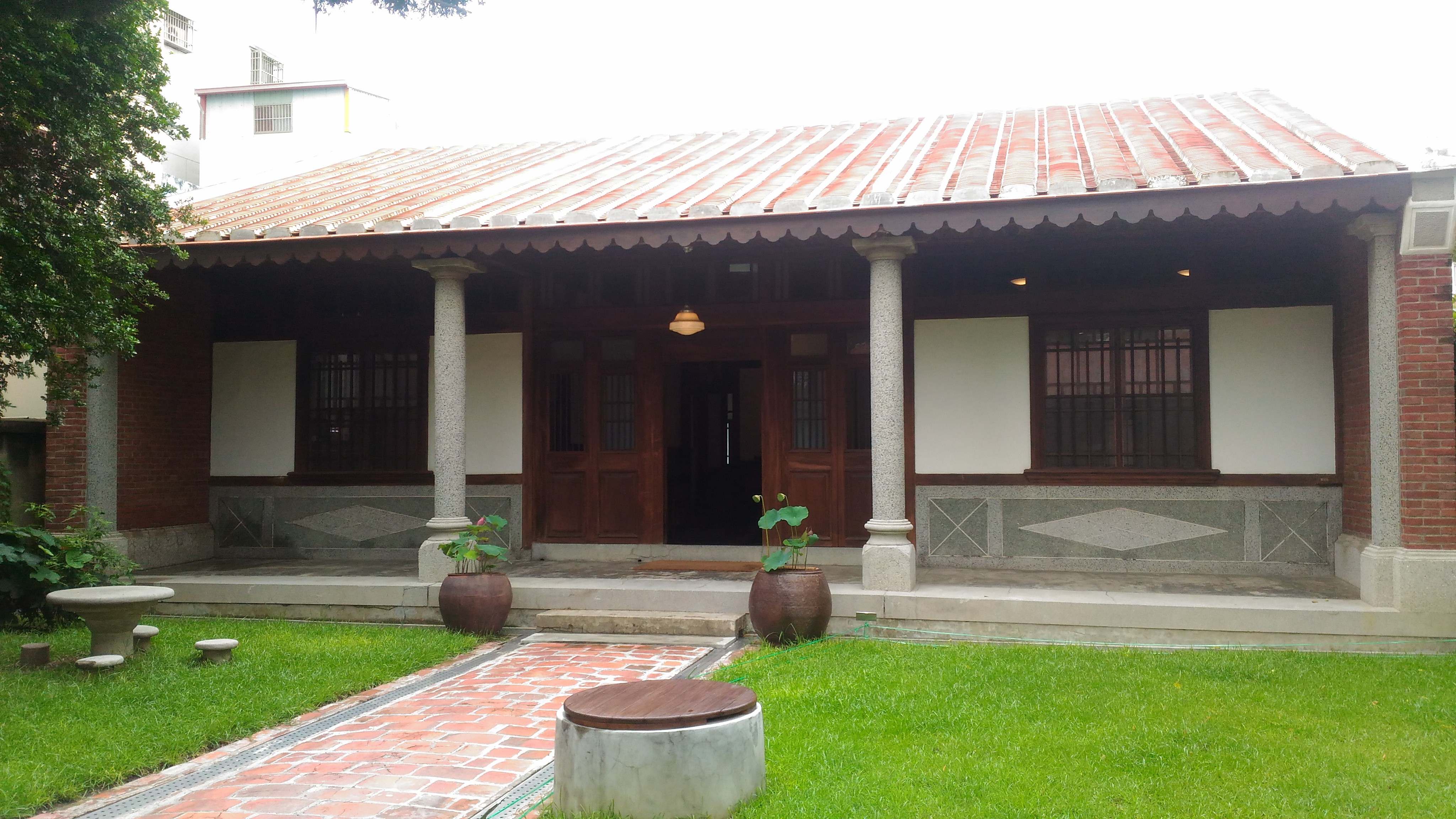
舊宅

林開泰診療所舊宅主體共有兩個部分：前方是診療所，後方是舊宅。診療所與舊宅間距約12米，舊宅距離後圍牆約14米。
別於一般閩南三合院，診療所為閩南式傳統空間，住家的部分為和式空間，整體外觀與空間形式呈現閩、日、洋共構的混合樣貌，反映出日治時期洋風與傳統建築融合的過渡風格，是新港近代建築史中「前醫後住」類型的重要例證。
牆面建築材料以紅磚、樑柱與門窗以台灣檜木、竹編為主，屋頂則為傳統瓦作。檜木樑柱及門窗未上漆，均以自然色澤呈現，建築外觀沒有雕刻以及華美磁磚等裝飾，風格雅致。